# FC Jesteburg-Bendestorf
Der FC Jesteburg-Bendestorf (offiziell: Fußball Club Jesteburg-Bendestorf e. V.) ist ein deutscher Fußballverein mit Sitz in der niedersächsischen Gemeinde Jesteburg im Landkreis Harburg.

## Geschichte
Eine Herren-Mannschaft im Fußball existierte schon seit 1921 im damaligen Jesteburger Sportverein. Davor existierte bereits mit dem MTV Jesteburg ein erster Sportverein in dem Ort, nur ohne Fußball-Abteilung. Dieser gehörte jedoch nie einem Verband an. Im Jahr 1928 folgte darauf noch einmal die Gründung des Jesteburger Sportklubs. Dieser schloss sich dann auch dem Norddeutschen Fußball-Verband an. Erstmals trat man somit in der Saison 1928/29 in einer offiziellen Spielklasse an. Am 13. September 1930 schloss sich der Verein mit dem TSV Jesteburg zum VfL Jesteburg zusammen. Das Gründungsdatum fußt dabei noch auf das des MTV Jesteburg. Am 30. April 2023 fusionierte die Fußballabteilung des VfL Jesteburg mit der des im Jahre 1946 gegründeten Vereins SV Bendestorf zum heutigen FC Jesteburg/Bendestorf.

## Frauenfußball

### Anfang als Spielgemeinschaft
Aus der zur Saison 1985/86 zusammen mit dem SV Bendestorf gegründeten JSG Jesteburg/Bendestorf ging eine erste Mädchen-Mannschaft heraus, welche in der Folgesaison auch am Punktspielbetrieb auf Bezirksebene teilnahm. Diese waren von Anfang auch recht erfolgreich, womit es schließlich zur Saison 1994/95 eine erste Damen-Mannschaft in Form der SG Ramelsloh/Jesteburg/Bendestorf gab. In der darauffolgenden Spielzeit trennte sich die SG von Ramelsloh und erlangte den Kreismeistertitel. Weiter ging es dann in der Saison 1997/98 mit der Meisterschaft in der Bezirksoberliga, womit es den Aufstieg in die Niedersachsenliga gab. Hier war die Konkurrenz zuerst aber zu groß, womit es direkt nach der Saison wieder eine Klasse tiefer ging. Nach einer sehr erfolgreichen Saison, gelang mit dem Meistertitel in der Landesliga aber der sofortige Wiederaufstieg. Zurück in der Niedersachsenliga, reichte es jedoch zuerst meist auch nur knapp zum Klassenerhalt. Danach wurde es aber besser und anschließend an die Saison 2007/08 platzierte man sich auf den ersten Platz der Staffel West. Im anschließenden Endspiel um die niedersächsische Meisterschaft ging es zum TSV Havelse, gegen welchen man aber mit 0:3 unterlag.
Trotzdem ging es somit erstmals in die drittklassige Regionalliga Nord. Mit 27 Punkten schloss man die erste Spielzeit auf dem neunten Platz der Tabelle ab. Nach einem zehnten Platz in der Folgesaison, reichte es zum Abschluss der Saison 2010/11 mit elf Punkten nur für den 12. und damit letzten Platz, wodurch die Mannschaft wieder absteigen musste, diesmal in die Oberliga Niedersachsen. Hier sollte es wieder ein paar Jahre dauern, bis man oben anknüpfen konnte. Die Saison 2013/14 markierte dabei das Ende der gemeinsamen Mannschaft mit dem SV Bendestorf im A-Bereich, die Jugendmannschaften blieben jedoch erhalten. Seitens der Bendestorfer wurde in der Folgesaison keine eigene Frauen-Mannschaft für den Spielbetrieb gemeldet.

### Rückkehr in die Regionalliga bis heute
Der gute Schwung konnte auch als eigenständige Mannschaft weitergetragen werden, womit die Saison 2015/16 dann abschließend mit 52 Punkten auf dem ersten Platz der Staffel Ost beendet werden konnte. Damit nahm das Team am Aufstiegsspiel zur Regionalliga teil. In diesem traf man zuhause auf den SV Union Meppen, gegen welchen man mit 2:3 jedoch unterlag. Da die Meppener auf den Aufstieg jedoch verzichteten durfte Jesteburg wieder in die Drittklassigkeit zurückkehren. Die Saison 2016/17 beendete man mit 29 Punkten dann sogar auf dem sechsten Platz. Seitdem platzierte sich das Team zumeist im Mittelfeld und hält bis heute die Klasse. In der Saison 2021/22 gelang dem VfL durch einen 3:1-Sieg über den FC Geestland erstmalig der Gewinn des Niedersachsenpokals der Frauen und die damit verbundene Teilnahme an der 1. Runde des DFB-Pokals 2022/23.

## Männerfußball

### Nachkriegszeit
Die erste Mannschaft erreichte nach dem Ende des Zweiten Weltkriegs in der Saison 1946/47 die A-Klassenmeisterschaft und in der Spielzeit 1948/49 auch die Kreismeisterschaft. Somit ging es dann in die Bezirksklasse. Diese Zeit schien bis zur Saison 1968/69 anzudauern, nach der die Mannschaft eigentlich abgestiegen war. Aus finanziellen Gründen musste aber der MTV Ramelsloh aus der Bezirksklasse absteigen, womit die Mannschaft in der Liga verbleiben durfte. Zur Saison 1969/70 übernahm der ehemalige FC St. Pauli-Spieler Udo Nix das Traineramt. Auch mit neuen Trainer musste man jedoch noch lange im Abstiegskampf überleben. Im Sommer 1970 wurde schließlich ein Großteil des Kaders umgestellt, welches am Ende der Spielzeit 1970/71 mit der Meisterschaft belohnt wurde. Damit ging es in die Bezirksliga. Dort konnte man sich in den nächsten Jahren auch erfolgreich behaupten und sich in der Spitzengruppe festsetzen. Die Saison 1973/74 verlief sehr schlecht, womit man sich am Ende der Hinrunde auf dem letzten Platz der Tabelle wiederfand, der Trainer hatte die Mannschaft schon vorher verlassen, womit diese zuletzt gar ohne Übungsleiter antrat. Aber auch ein neuer Trainer konnte die Mannschaft nicht vor dem Abstieg zurück in die Bezirksklasse nach der Spielzeit 1973/74 retten. In der Spielzeit 1974/75 konnte die Klasse dann aber gehalten werden. Mit einem weiteren neuen Trainer gelang es schließlich auch in der Spielzeit 1975/76 die Meisterschaft zu erreichen und wieder aufzusteigen.

### Zwischen Bezirksliga und Bezirksoberliga
Ab Juli 1977 übernahm dann Hans Geiger das Traineramt. In der Saison 1978/79 wurde die Teilnahme an der Qualifikation zur kommenden Bezirksoberliga als Ziel ausgegeben. Dieses konnte jedoch nicht erfüllt werden, womit nach dem sicheren verpassen dieser Marke auch der Trainer seinen Hut nahm. Der Aufstieg wurde auch in den kommenden Jahren ins Auge gefasst, nur gelang es nie diesen auch wirklich zu vollziehen, da man vorher zumeist nach einer guten Phase recht schnell wieder unter die Räder kam. Ab der Saison 1982/83 übernahm dann wieder Hans Geiger den Trainerposten. Es sollte danach noch eine Zeit dauern, jedoch gelang schließlich nach 29 ungeschlagenen Spielen am Ende der Spielzeit 1984/85 die Meisterschaft und somit der Aufstieg in die Bezirksoberliga.
Die erste Saison hier konnte die Mannschaft am Ende auf dem 10. Platz abschließen. Zur Saison 1986/87 kam es dann wieder zu einem Trainerwechsel. Nach einem sehr schwachen Saisonstart mühte man sich hier bis zum Ende der Spielzeit ab und konnte die Klasse somit noch halten. Die Zeit in der Bezirksoberliga sollte bis zum Ende der Spielzeit 1988/89 andauern, als man sich auf dem viertletzten Tabellenplatz nicht mehr vor dem Abstieg retten konnte. Kurz vor dem Ende der Saison trennte man sich auch vom Trainer. Nach dem Abstieg verließen einige Spieler den Verein, so dass die Mannschaft ziemlich geschwächt auch in der Bezirksliga den Klassenerhalt nicht schaffte und weiter in die Bezirksklasse abrutschte.

### Heutige Zeit
Hier sollte wieder einmal ein paar Jahre dauern, jedoch stand am Ende der Saison 1993/94 nach einem Entscheidungsspiel der Aufstieg in die Bezirksliga an. Hier spielte man von Anfang an auch wieder gut mit und sicherte sich den Meistertitel der Saison 1996/97, womit es nun in die Landesliga ging. Der Klassenerhalt konnte in der Folgesaison zudem auch erreicht werden. Diesmal konnte man sich länger in einer höheren Liga halten. Genauer gesagt bis zur Saison 2003/04, hiernach musste die Mannschaft mit 37 Punkten über den 15. Platz wieder absteigen. In der Bezirksliga verpasste man in der darauffolgenden Saison den direkten Wiederaufstieg über den dritten Platz dann nur knapp. Danach rutschte man wild auf der Tabelle umher, bis es schließlich nach der Saison 2007/08 wieder zu einer Meisterschaft reichte. Aus der Bezirksoberliga stieg man mit 27 Punkten über den 13. Platz jedoch sofort wieder ab. Hier hielt man es dann noch bis zur Saison 2014/15 aus, nach der es mit 32 Punkten weiter runter in die Kreisliga Harburg ging. Dort spielt die Mannschaft auch noch bis heute.